# Entangled in Chaos
Entangled in Chaos – album koncertowy amerykańskiej grupy deathmetalowej Morbid Angel. Wydawnictwo ukazało się 11 maja 1996 roku nakładem wytwórni muzycznej Earache Records.

## Lista utworów
Opracowano na podstawie materiału źródłowego.
| Nr  | Tytuł utworu                    | Długość |
| --- | ------------------------------- | ------- |
| 1.  | „Immortal Rites”                | 04:08   |
| 2.  | „Blasphemy of the Holy Ghost”   | 03:31   |
| 3.  | „Sworn to the Black”            | 03:49   |
| 4.  | „Lord of All Fevers and Plague” | 03:56   |
| 5.  | „Blessed Are the Sick”          | 02:48   |
| 6.  | „Day of Suffering”              | 02:02   |
| 7.  | „Chapel of Ghouls”              | 03:47   |
| 8.  | „Maze of Torment”               | 04:25   |
| 9.  | „Rapture”                       | 04:07   |
| 10. | „Blood on My Hands”             | 03:41   |
| 11. | „Dominate”                      | 02:54   |
|     |                                 | 39:08   |

## Muzycy
Opracowano na podstawie materiału źródłowego.
| - David Vincent - gitara basowa, wokal prowadzący, produkcja, mastering - Trey Azagthoth - gitara rytmiczna, gitara prowadząca - Erik Rutan - gitara rytmiczna, gitara prowadząca - Pete Sandoval - perkusja | - Wes Faulkner - realizacja nagrań - Tom Morris - miksowanie, mastering - Paul Harries - zdjęcia - Dan Muro - oprawa graficzna, dizajn |

## Wydania
| Rok  | Nr katalogowy            | Format    | Wydawca                           | Region          | Źródło |
| ---- | ------------------------ | --------- | --------------------------------- | --------------- | ------ |
| 1996 | MOSH 167 CD, IRS 996.167 | CD, Album | Earache, Intercord Record Service | Wielka Brytania | [ 2 ]  |
| 1996 | VICP-5811                | CD, Album | Victor                            | Japonia         | [ 2 ]  |